# Lena Hopsch
Lena Hopsch, född 21 april 1961 i Uppsala, död 18 december 2017, var en svensk skulptör och tekniklektor vid Arkitekturskolan vid Chalmers tekniska högskola i Göteborg.
Lena Hopsch utbildade sig vid Konstfack i Stockholm 1980–1981, Hovedskous Målarskola 1983–1984 och på skulpturlinjen vid Konsthögskolan Valand 1984–1989.
Kännetecknande är hennes sätt att arbeta med rymden som skulptera materialet.[källa behövs] Rörelse utgör ett centralt motiv.
Lena Hopsch bedrev även forskning och konstpedagogiskt arbete vid Chalmers tekniska högskola. Hon disputerade 2008 med avhandlingen "Rytmens estetik, formens kraft", en jämförande studie av rytmiska sekvenser i skulptur och arkitektur.

## Offentliga verk i urval
- Nordisk Saga, hängande skulptur för två gårdar i Göteborg
- Solbärare, Tjörns vårdcentral
- Regnbåge, i Ljungskile